# Guilherme II da Provença
Guilherme II da Provença (c. 982 ou 987 - c. 1018), cognominado o Piedoso (ou o Pio (em francês: Guillaume le Pieux) foi conde da Provença de 993 até sua morte. 
Seu pai, Guilherme I, é às vezes citado como Guilherme II. Então, este seu filho é às vezes citado como Guilherme III da Provença. 

## Biografia
Era filho de Guilherme I da Provença e de sua segunda esposa, Adelaide Branca de Anjou, e sucedeu o pai como conde, quando este se retirou para um mosteiro, em 992. Não sucedeu ao título de marquês, pois este foi para seu tio, Robaldo I da Provença
Esteve sob regência até atingir a maioridade, em 999. Por volta de 1002, casou-se com Gerberga de Mâcon, filha de Otão-Guilherme da Borgonha, conde de Mâcon e Nevers, e sua primeira esposa Ermentrude de Roucy, com quem teve três filhos:
- Guilherme IV da Provença, (1003/1010 - 1019/1030);
- Fulco Beltrão (†1050/1054);
- Godofredo I [2][3], marquês e conde da Provença, (†1061/1062); casado com Étiennette-Douce de Gévaudan, filha de Bertrand II de Gevaudan.

Em 1005, Guilherme participou de uma assembleia presidida por sua mãe, que regulou o mosteiro de São Vítor. Em 1017, o visconde de Fos se revoltou contra a autoridade provençal, e Guilherme morreu no ano seguinte cercando seu castelo.